# 西澤宗英
西澤 宗英（にしざわ むねひで、1949年5月22日 - ）は、日本の法学者、弁護士。青山学院大学名誉教授。専門は民事手続法、フランス法。

## 略歴
1973年に慶應義塾大学法学部法律学科を卒業後、同大学大学院法学研究科民事法学専攻修士課程を修了する。城西大学経済学部助教授を経て、1986年に杏林大学社会科学部へ移り、同教授に昇格する。1993年には青山学院大学法学部教授となる。1999年に法学部長の後に、当時の半田正夫学長のもとで副学長を務め、2003年の青山学院大学相模原キャンパス開設を担った。2008年には同大学常務理事に就任した。この間、青山学院大学ハラスメント防止委員長、学生相談センター長、青山学院大学ラグビー部部長を務めた。
また、慶應義塾大学、東京工芸大学、気象大学校、東京農業大学、拓殖大学、中央大学、ザールラント大学で非常勤講師などを兼任した。

## 研究
1983年に学位論文「フランスにおける所有権留保条項と取戻権」で法学博士（慶應義塾大学）を取得している。また、日本民事訴訟法学会、宗教法学会、日本信託法学会、マンション法学会などの理事を歴任した。その他に日本私法学会や金融法学会、日仏法学会、比較法学会、国際民事訴訟法学会などで活動する。

## 諸活動
2001年に第二東京弁護士会に登録し、高橋総合法律事務所に入所する。また地域活動や公職の各種委員を歴任している。主に八王子簡易裁判所民事調停委員、司法試験考査委員、日本学術会議（第18期）第2部民事法学研究連絡委員、東京都教育委員会教員養成等に関する大学と都教育委員会との連携推進懇談会委員、相模原市情報公開・個人情報保護審査会会長、東京渋谷ロータリークラブ会長、日本私立大学連盟教員評価委員会委員長、大学評価・学位授与機構大学機関別認証評価委員会専門委員などを務めた。 

## 賞罰
- 1973年：慶應義塾塾長表彰（成績優秀者）

## 著書
- 『法学要説』手塚豊編、慶應通信、1978年
- 『民事執行法』石川明編、青林書院、1981年
- 『注釈会社更生法』宮脇幸彦・井関浩・山口和男編、青林書院、1986年
- 『現代倒産法』谷口安平編、法律文化社、1987年/第2版、1999年
- 『現代裁判法』小島武司編、三嶺書房、1987年
- 『国際倒産法』竹下守夫編、商事法務研究会、1991年
- 『民事訴訟法講義』石川明編、法学書院、1992年
- 『国際民事訴訟法』石川明・小島武司編、青林書院、1994年
- 『現代破産法』納谷廣美編、八千代出版、1995年
- 『民事手続法の改革』中野貞一郎・石川明編、信山社出版、1995年
- 『ここからはじめる破産法』西澤宗英著、日本評論社、1996年
- 『注釈民事訴訟法（5）』新堂幸司・福永有利編、有斐閣、1998年
- 『破産法』櫻井孝一・加藤哲夫編、青林書院、1998年
- 『民事紛争をめぐる法的諸問題』白川和雄先生古稀記念編集刊行委員会編、信山社出版、1999年
- 『条解 民事再生法』園尾隆司・小林秀之編、弘文堂、2000年/第2版、2007年